# Bursztyn libański

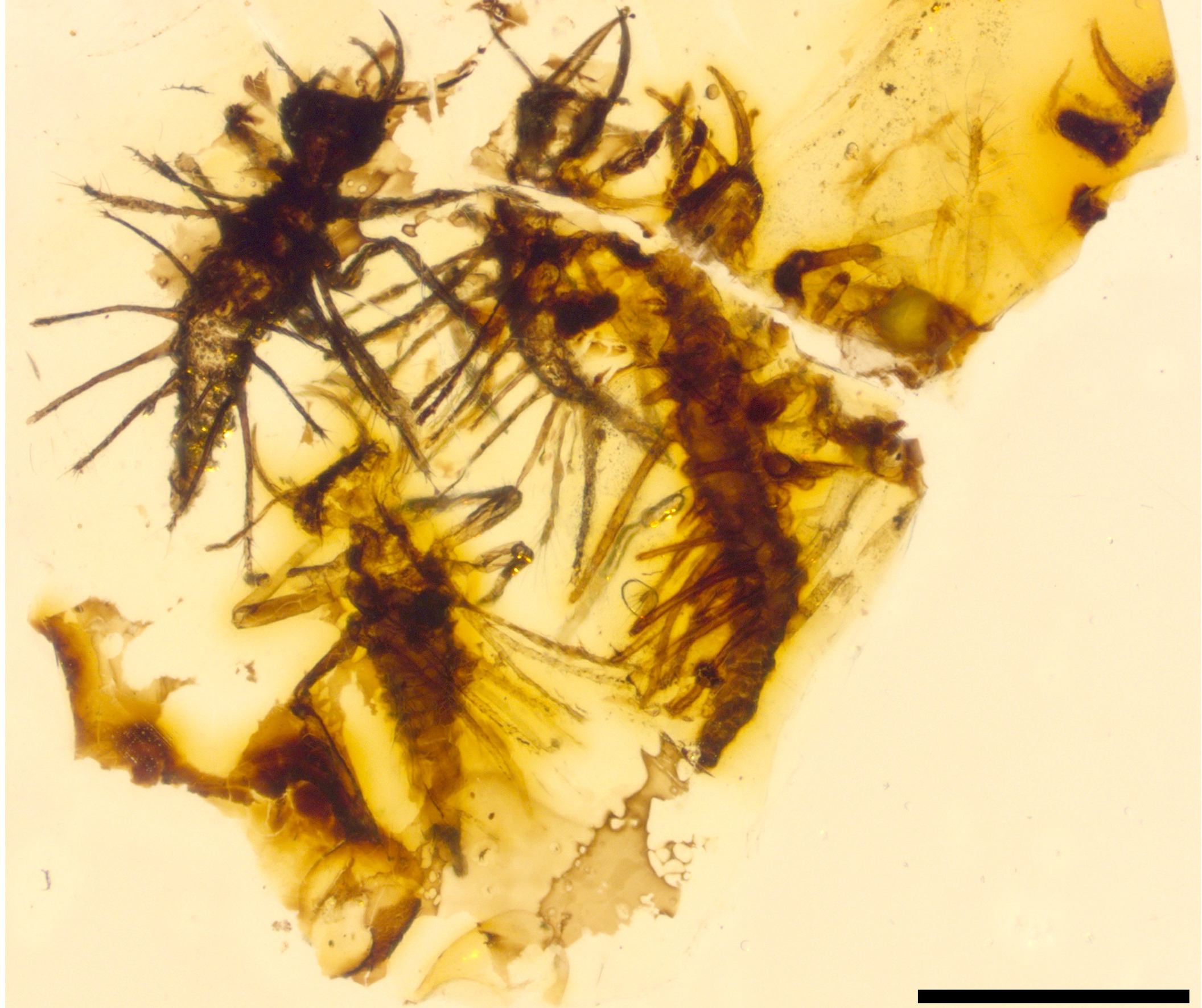
Inkluzje larw Tragichrysa w bursztynie libańskim

Bursztyn libański – odmiana bursztynu (żywicy kopalnej) występująca na terenie Libanu oraz przyległych terenach Syrii i północnego Izraela. Datowana jest na okres od jury późnej do cenomanu w kredzie późnej, w większości jednak pochodzi z wczesnej kredy. Jej źródłem są drzewa iglaste rosnące w gęstym i bardzo wilgotnym lesie północno-wschodniej części Gondwany. Spośród blisko 300 znanych odkrywek, 17 jest źródłem makroskopowych inkluzji organicznych. Są one szczególnie cenne, jako że należą do najstarszych tego typu inkluzji i dokumentują faunę z czasów powstania i radiacji roślin okrytonasiennych oraz związanych z nimi taksonów owadów.

## Pochodzenie
Wystąpienia tego bursztynu obecne są na 10% powierzchni Libanu, sięgając ponadto do sąsiednich rejonów Syrii i północnego Izraela. Do 2010 roku zlokalizowano blisko 300 ich odkrywek, z których 17 jest źródłem inkluzji. Bursztyn libański pochodzi z okresu od jury późnej do cenomanu w kredzie późnej, ale większość wystąpień, w tym te najzasobniejsze w inkluzje, datowanych jest na kredę wczesną. Z późnej jury (kimerydu) pochodzi bursztyn z 19 znajdujących się w Libanie odkrywek, co jest największą liczbą odsłonięć bursztynu jurajskiego w jednym państwie. Ponadto jedna odkrywka zawiera bursztyn z cenomanu.
Bursztyn ten powstał z żywicy drzew iglastych, rosnących w bardzo wilgotnym, gęstym lesie na północnym wschodzie Gondwany. Las ten leżał w strefie tropikalnej lub subtropikalnej, a występujący w nim klimat rekonstruuje się jako umiarkowany do gorącego.

### Drzewo macierzyste
Bursztyn libański powstał z żywicy jednego lub większej liczby gatunków iglastych, jednak jego macierzysty gatunek pozostaje nieznany. Badania metodą spektroskopii NMR oraz spektroskopii absorpcyjnej w podczerwieni wskazują przedstawicieli araukariowatych. Jedna z prac wskazała na Agathis levanthensis, jednak skamieniałości tego gatunku nie znaleziono na żadnym stanowisku libańskim. Analizy ksylologiczne jako drzewa macierzyste wskazują przedstawicieli rodzaju Araucaroxylon z rodziny araukariowatych lub Protocarpoxylon z rodziny Cheirolepidiaceae.

## Właściwości
Bursztyn ten miewa rozmaitą barwę, od przejrzyście żółtopomarańczowej po opalizująco kruczoczarną. Może też być mlecznobiały, przy czym barwa biaława wynika niekiedy z obecności mikroskopijnych pęcherzyków powietrza w bursztynie. Oglądając okazy ciemne i przejrzyste w określonych warunkach świetlnych obserwuje się w nim także odcienie fioletu, błękitu i zieleni. Gęstość bursztynu libańskiego wynosi 1,054 g/cm³. Charakteryzuje się również dużą kruchością.

## Inkluzje
Bursztyn libański odgrywa kluczową rolę w badaniach paleobiologicznych. Wraz z bursztynem jordańskim należy do najstarszych bursztynów zawierających makroskopowe inkluzje organiczne – starszy jest tylko triasowy bursztyn z Dolomitów (o znalezieniu w nim inkluzji stawonogów doniesiono w 2012). Bursztyn libański pochodzi z czasów pojawienia się i radiacji roślin okrytonasiennych, dokumentując ewolucję nowych ekosystemów, wymarcie wielu starych grup stawonogów oraz pojawienie się nowych, w tym koewoluujących z okrytonasiennymi owadów. Wśród inkluzji znaleźć można najstarszych przedstawicieli wielu współczesnych rodzin stawonogów, jak i liczne rodziny wymarłe, niektóre znane wyłącznie z bursztynu libańskiego. Bursztyn ten odznacza się zwykle bardzo dobrym stanem zachowania inkluzji. Niekiedy w jednym fragmencie bursztynu znajdywane są inkluzje większej liczby organizmów, pozwalając wnioskować o ich relacjach i zachowaniu.
Inkluzje znane są z 17 odkrywek. Najwięcej z nich, bo po ponad 3 tysiące, dostarczyły odkrywki w Mdejridż-Hammana (Kada Babda, Dżabal Lubnan) i Dżazzin (Kada Dżazzin, Dystrykt Południowy). Trzecia w kolejności jest odkrywka w okolicy Baszarri (Kada Baszarri, Dystrykt Północny). Po ponad 100 inkluzji znaleziono także w odkrywkach Burajdż (Kada Zahla, Dystrykt Północny) i Ain Dara (Kada Asz-Szuf, Dżabal Lubnan).

### Fauna
Najliczniej reprezentowane w bursztynie libańskim są stawonogi, zwłaszcza owady. Oprócz nich zachowały się w nim także nicienie, lądowe ślimaki, jeden rodzaj gada z rzędu łuskonośnych oraz niezidentyfikowane pióro. 
Poniżej przedstawiono listę ich rodzin i rodzajów:

#### Pajęczaki (Arachnida)
Pajęczaki w bursztynie libańskim reprezentują:
- rząd: skorpiony (Scorpionida)
  - rodzina: Archaeobuthidae: Archaeobuthus[5]

- rząd: zaleszczotki
  - rodzina: incertae sedis: rodzaj nieoznaczony[6]

- rząd: pająki (Araneae)
  - rodzina: Deinopidae: Palaeomicromenneus[7]
  - rodzina: Oecobiidae: Lebanoecobius[8]
  - rodzina: osnuwikowate (Linyphiidae): nieoznaczony rodzaj z podrodziny Linyphiinae[9]
  - rodzina: Plumorsolidae: Plumorsolus[10]
  - rodzina: czyhakowate (Segestriidae): Lebansegestria[10], Microsegestria[11]

- rząd: roztocze właściwe (Acariformes)
  - rodzina: Erythraeidae: Leptus[12]
  - rodzina: Neoliodidae: Neoliodes[13]

#### Dwuparce (Diplopoda)
Dwuparce w bursztynie libańskim reprezentują:
- rząd: strzępnice (Polyxenida)
  - rodzina: strzępnicowate (Polyxenidae): Electroxenus[14], Libanoxenus[14]

#### Skoczogonki (Collembola)
Publikacja z 2010 roku wspomina występowanie bursztynie libańskim inkluzji skoczogonków, jednak na checkliście kopalnych skoczogonków z 2016 roku brak jest taksonów z bursztynu libańskiego.

#### Owady (Insecta)
Owady stanowią grupę najliczniej reprezentowaną w bursztynie libańskim. Stwierdzono w nim:
- rząd: przerzutki (Archaeognatha)
  - rodzina: Meinertellidae: Cretaceomachilis[16], Glaesimeinertellus[17], Macropsontus[17]

- owady uskrzydlone incertae sedis
  - rodzina: Archaeatropidae: Archaeatropos[18]
  - rodzina: Cratovitismidae: Cratovitisma[19]
  - rodzina: Electrentomidae: Paramesopsocus[20]
  - rodzina: Moundthripidae: Moundthrips[21]
  - rodzina: Sphaeropsocidae: Sphaeropsocites[22]
  - rodzina: incertae sedis: Libanopsyllipsocus[20], Pseudojantaropterix[23]

- rząd: jętki (Ephemeroptera)
  - rodzina: murzyłkowate (Baetidae): nieoznaczony rodzaj[24]
  - rodzina: sześcielowate (Leptophlebiidae): Conovirilus[24]

- rząd: ważki (Odonata)
  - rodzina: incertae sedis: Libanolestes[25]

- rząd: pluskwiaki (Hemiptera)
  - rodzina: Apticoccidae: Apticoccus[26]
  - rodzina: Enicocephalidae: Enicocephalinus[27]
  - rodzina: Hammanococcidae: Hammanococcus[26]
  - rodzina: Hodgsonicoccidae: Hodgsonicoccus[28]
  - rodzina: Liadopsyllidae: Liadopsylla[29]
  - rodzina: Lebanaphididae: Lebanaphis, Megarostrum[30]
  - rodzina: Lebanococcidae: Lebanococcus[26]
  - rodzina: mączlikowate (Aleyrodidae):  Aretsaya[31], Baetylus[32], Bernaea[33], Gapenus[34], Heidea[33], Milqartis[31], Shapashe[31], Yamis[31]
  - rodzina: mszycowate (Aphididae): Gondvanoaphis[35]
  - rodzina: Neazoniidae: Neazonia[36]
  - rodzina: Ortheziidae: Cretorthezia[26]
  - rodzina: Pennygullaniidae: Pennygullania[26]
  - rodzina: Perforissidae: Aafrita[37]
  - rodzina: Protopsyllidiidae: Talaya[38]
  - rodzina: Putoidae: Palaeotupo[26]
  - rodzina: Schizopteridae: Libanohypselosoma[39]
  - rodzina: Steingeliidae: Palaeosteingelia[26]
  - rodzina: szrońcowate (Cixiidae): Karebodopoides[40]
  - rodzina: wełnowcowate (Pseudococcidae): Williamsicoccus[28]
  - rodzina: incertae sedis: Xiphos[28]

- rząd gryzki (Psocoptera)
  - rodzina: Archaeatropidae: Bcharreglaris[18]

- rząd: wciornastki (Thysanoptera)
  - rodzina: Jezzinothripidae: Jezzinothrips[41]
  - rodzina: kwietniczkowate (Phlaeothripidae): Rohrthrips[42]
  - rodzina: Neocomothripidae: Neocomothrips[41]
  - rodzina: Rhetinothripidae: Progonothrips[41], Rhetinothrips[41]
  - rodzina: Scaphothripidae: Scaphothrips[41]
  - rodzina: Scudderothripidae: Exitelothrips[41]
  - rodzina: wciornastkowate (Thripidae): Tethysthrips[42]

- rząd: modliszki (Mantodea)
  - rodzina: incertae sedis: Burmantis[43]

- rząd: karaczany (Blattodea)
  - rodzina: Blattulidae: Ocelloblattula[44]
  - rodzina: karaczanowate (Blattidae): Balatronis[45]
  - rodzina: Liberiblattinidae: Cryptoblatta[46]
  - rodzina: Mesoblattinidae: Nymphoblatta[47]
  - rodzina: incertae sedis: Ananev[48], Lebanotermes[49], Melqartitermes[50]

- rząd: skorki (Dermaptera)
  - Neodermaptera incertae sedis: Rhadinolabis[49]

- rząd: prostoskrzydłe (Orthoptera)
  - rodzina: Haglotettigoniidae: Haglotettigonia[51]

- rząd: chrząszcze (Coleoptera)
  - rodzina: Aderidae: nieoznaczony rodzaj[52]
  - rodzina: bęblikowate (Melyridae): nieoznaczony rodzaj[52]
  - rodzina: biegaczowate (Carabidae): nieoznaczony rodzaj z plemienia Bembidiini[52]
  - rodzina: Cerophytidae: Lebanophytum[53][54]
  - rodzina: Chelonariidae: Eochelonarium[55]
  - rodzina: Dasytidae: nieoznaczony rodzaj[52]
  - rodzina: drwionkowate (Lymexylidae): nieoznaczony rodzaj[52]
  - rodzina: Elodophthalmidae: Elodophthalmus[53]
  - rodzina: Hybosoridae: Libanochrus[52]
  - rodzina: Kateretidae: Lebanoretes[53]
  - rodzina: kusakowate (Staphylinidae): Nordenskioldia[56], Prosolierius[57]
  - rodzina: Laemophloeidae: nieoznaczony rodzaj[52]
  - rodzina: Micromalthidae: Cretomalthus[53]
  - rodzina: nakwiatkowate (Anthicidae): Camelomorpha[53]
  - rodzina: obumierkowate (Monotomidae): Rhizobactron[58], Rhizophtoma[52]
  - rodzina: omomiłkowate (Cantharidae): nieoznaczony rodzaj[52]
  - rodzina: piórkoskrzydłe (Ptiliidae): nieoznaczony rodzaj[52]
  - rodzina: podrywkowate (Throscidae): Potergosoma[59], Rhomboaspis[59]
  - rodzina: przekraskowate (Cleridae): nieoznaczony rodzaj[52]
  - rodzina: Ptismidae: Ptisma[60]
  - rodzina: Ptilodactylidae: nieoznaczony rodzaj[52]
  - rodzina: pustoszowate (Ptinidae): nieoznaczony rodzaj z podrodziny kołatkowatych (Anobiinae)[52]
  - rodzina: ryjkowcowate (Curculionidae): Cylindrobrotus[61]
  - rodzina: ryjoszowate (Nemonychidae): Libanorhinus[62]
  - rodzina: Salpingidae: nieoznaczony rodzaj[52]
  - rodzina: schylikowate (Mordellidae): nieoznaczony rodzaj[52]
  - rodzina: Scydmaenidae: nieoznaczone rodzaje[52]
  - rodzina: skórnikowate (Dermestidae): Cretonodes[63]
  - rodzina: skuliczkowate (Clambidae): Eoclambus[53]
  - rodzina: Sphindidae: Libanopsis[64]
  - rodzina: sprężykowate (Elateridae): nieoznaczony rodzaj[52]
  - rodzina: śniadkowate (Melandryidae): nieoznaczony rodzaj[52]
  - rodzina: Tetrameropseidae: Atetrameropsis[52], Tetrameropsis[53]
  - rodzina: wymiecinkowate (Latridiidae): Archelatrius[63]
  - rodzina: wyślizgowate (Scirtidae): nieoznaczone rodzaje[52]
  - rodzina: zadrzewkowate (Erotylidae): nieoznaczony rodzaj z podrodziny Xenoscelinae[52]

- rząd: sieciarki (Neuroptera)
  - rodzina: Berothidae: Banoberotha[65], Sibelliberotha[66]
  - rodzina: bielotkowate (Coniopterygidae): Libanoconis[65], Libanosemidalis[67]
  - rodzina: mrówkolwowate (Myrmeleontidae): nieoznaczony rodzaj[65]
  - rodzina: Rhachiberothidae: Chimerhachiberotha[68], Paraberotha[65], Spinoberotha[68]
  - rodzina: incertae sedis: Tragichrysa[69]

- rząd: wielbłądki (Rhaphidioptera)
  - rodzina: Mesoraphidiidae: Lebanoraphidia[70]

- rząd: błonkoskrzydłe (Hymenoptera)
  - rodzina: Archaeoserphitidae: Archaeoserphites[71]
  - rodzina: Dryinidae: Aphelopus[72]
  - rodzina: Maimetshidae: Ahiromaimetsha[73], Zorophratra[74]
  - rodzina: Protoitidae: Cretaxenomerus, Protoita[75]
  - rodzina: płaszczykowate (Bethylidae): Holopsenella[76], Lancepyris[77]
  - rodzina: Scelionidae: Proteroscelio[78]
  - rodzina: Sclerogibbodidae: Sclerogibbodes[79]
  - rodzina: Scolebythidae: Libanobythus[80], Uliobythus[81], Zapenesia[81]
  - rodzina: skrócieniowate (Evaniidae): Cretevania[82], Lebanevania[83], Protoparevania[82]
  - rodzina: Spathiopterygidae: Mymaropsis[84]
  - rodzina: Stigmaphronidae: Libanophron[85]

- rząd: chruściki (Trichoptera)
  - rodzina: Dipseudopsidae: Phylocentropus[86]
  - rodzina: wrzecionkowate (Ecnomidae): Ecnomus[86]

- rząd: motyle (Lepidoptera)
  - rodzina: skrzydliniakowate (Micropterigidae): Parasabatinca[87]

- rząd: muchówki (Diptera)
  - rodzina: Archizelmiridae: Zelmiarcha[88]
  - rodzina: Atelestidae: Phaetempis[89]
  - rodzina: błyskleniowate (Dolichopodidae): Microphorites[89]
  - rodzina: Chimeromyiidae: Chimeromyia[90]
  - rodzina: Corethrellidae: Corethrella[91]
  - rodzina: ćmiankowate (Psychodidae): Cretapsychoda[92], Eophlebotomus[92], Libanophlebotomus[92], Libanopsychoda[92], Mesophlebotomites[92], Paleopsychoda[92][89], Paralibanopsychoda[92], Phlebotomites[93], Protopsychoda[92], Xenopsychoda[94]
  - rodzina: Hilarimorphidae: Cretahilarimorpha[95]
  - rodzina: Hybotidae: Trichinites[96]
  - rodzina: Ironomyiidae: Lebambromyia[89]
  - rodzina: kobyliczkowate (Rhagionidae): Mesobolbomyia i kilka niezidentyfikowanych rodzajów[89]
  - rodzina: kuczmanowate (Ceratopogonidae): Archiaustroconops[97][98], Archiculicoides[98], Austroconops[98], Fossileptoconops[99], Gerontodacus[97], Lebanoculicoides[97][98], Minyohelea[98][100]
  - rodzina: Lygistorrhinidae: Lebanognoriste[89]
  - rodzina: ochotkowate (Chironomidae): Cretaenne[101], Cretadiamesa[102], Cretapelopia[102], Electroneura[103], Haematotanypus[101], Libanochlites[102], Lebanorthocladius[102], Libanodiamesa[102], Libanopelopia[102], Paicheleria[104], Wadelius[102], Ziadeus[104]
  - rodzina: Platypezidae: nieoznaczony rodzaj[105]
  - rodzina: pośniadkowate (Xylomyidae): Cretoxyla[106]
  - rodzina: pozmrokowate (Trichoceridae): Ewaurista[107]
  - rodzina: Ptychopteridae: Leptychoptera[108]
  - rodzina: sygaczowate (Limoniidae): Gonomyia[109], Helius[110], Lebania[111]
  - rodzina: Tanyderidae: Nannotanyderus[112]
  - rodzina: wujkowate (Empididae): Atelestites[89], Phaetempis[89]
  - rodzina: wodzieniowate (Chaoboridae): Libanoborus[113], Libanoculex[114]
  - rodzina: incertae sedis: Lebanopeza[105]

#### Inne bezkręgowce
- typ: nicienie (Nematoda): 
  - gromada, rząd i rodzina: incertae sedis: Vetus[115]
  - gromada: Enoplea
    - rząd: struńce (Mermithida)
      - rodzina: Mermithidae: Cretacimermis[116]

- typ: mięczaki (Molusca)
  - gromada: ślimaki (Gastropoda)
    - rząd: trzonkooczne (Stylommatophora)
      - rodzina: poczwarkowate (Pupillidae): nieoznaczony rodzaj[117]

#### Kręgowce (Vertebrata)
- gromada: gady (Reptilia)
  - rząd: łuskonośne (Squamata)
    - rodzina: incertae sedis: Baabdasaurus[118]